# 川田晴久
川田 晴久（川田 義雄）（かわだ はるひさ（かわだ よしお）、本名：岡村 郁二郎、1907年〈明治40年〉3月15日 - 1957年〈昭和32年〉6月21日）は、昭和期を代表する日本の俳優、歌手、コメディアン、ボードビリアン。いわゆるボーイズものの創始者である。灘康次を始め、多くの弟子を育てたことでも知られる。また、美空ひばりの「師匠」または「芸能界の育ての親」としても、近年、再評価が為されている。戦前は主に吉本興業（東京吉本）所属。

## プロフィール
東京府本郷区根津の印刷所を経営する岡村嘉松の子として生れる。貧しかった少年時代に、家々の屋根を棒で飛び越えるという遊びに興じていた際に転落してしまう。この不慮の事故により脊椎カリエスを患うことになり、これが終生川田を悩ませる病となる。音楽好きな少年で、独学でハーモニカやヴァイオリンに親しんでいた。
1930年、浅草音羽座でレビュー歌手・川田義雄としてハーモニカを持ってデビュー。当時、絶大な人気を誇ったテナー歌手藤原義江に傾倒していたことから、テノールを表す「川」とローカルカラーを表す「田」、それに藤原義江からの「義」を取って、川田義雄を芸名として名乗ったとされている。様々な一座を転々とし、ようやく落ち着いた吉本興業（東京吉本）で、永田キング（当時有名だった外国のコメディ俳優マルクス兄弟の模写などで人気を博す）のグループ「永田キング一党」に加わり、ステージで活躍する。
1937年、伝説のボーイズ第一号あきれたぼういずを結成。メンバーであった坊屋三郎によると、流行歌にオチを付けた漫談をしようとの狙いから、流行していた美ち奴のヒット曲「ああそれなのに」のパロディを浅草花月の「吉本ショウ」で演じたところ観客から大受けに受け、以後、坊屋三郎、坊屋の実弟である芝利英、益田喜頓とグループを組み、浅草を基盤とした人気コメディアンの座に駆け上がることになる。この人気に目を付けたビクターレコードでは、「四人の突撃兵」「スクラム組んで」をレコードとして発売。その後も「珍カルメン」「四文オペラ」「商売往来」といった舞台でのヒット作をレコード化し、学生やインテリ層を中心に人気を広げていった。
一方、1939年には古川ロッパ主演の東宝映画「ロッパの大久保彦左衛門」にグループで映画に初出演。川田は単独でも映画では東宝映画「東京ブルース」、「ロッパの新婚旅行」、レコードでも「浪曲ダイナ」「浪曲セントルイスブルース」を発売するなど、グループのリーダー格として徐々に台頭していく。その背景としては、昭和初期から絶大な人気のあった浪花節（浪曲）の節回し、特に広沢虎造のいわゆる「虎造節」を川田がギターに乗せて歌うという新機軸を拓いていたことにあった。
日本的な浪花節のリズムをギターで巧みに演奏する川田の芸風は、それまでの三味線漫談や、エノケン・ロッパにはない新しさを以って、大衆に受け入れられたのである（なお、広沢も、自分の節回しが真似されていることを知ってはいたが、「川田が『虎造節』をやるのなら、問題ない」と、川田の芸を認めていたという）。
その間、人気絶頂だったあきれたぼういずに目を付けた新興キネマ演芸部は、1939年、吉本からの引抜を画策する。破格の条件での引き抜きであったが、
川田は吉本幹部の林弘高の媒酌により吉本ショウの劇団員であった桜文子と結婚したばかりという義理もあった（新聞では「吉本子飼いの芸人」と表現されている）。結局、川田を除く3人のメンバーが新興に移籍。「あきれたぼういず」は事実上解散となり、川田は新たに実弟の岡村龍雄、頭山光、菅井太郎（後に有木三多と交代）らと新生グループ「川田義雄とミルク・ブラザース」（ミルス・ブラザースのもじりであり、乳兄弟の洒落でもある）を結成し、引き続き吉本で活躍していく。このミルク・ブラザース時代にレコード化された「地球の上に朝が来る」は川田のテーマソングとして、生涯オープニングテーマとして歌い続けた。このフレーズは当時ビクターが全社を挙げて宣伝していた戦時歌謡「日の丸行進曲」の第5節の最後に登場する歌詞を引用したものではないかと言われているが、「地球の上に朝が来る、その裏側は夜だろう」のフレーズは「犬が西向きゃ尾が東」という浪花節でよく用いられる対極を歌った独特のセンスを踏襲しており、ここに川田のギター漫談のスタイルが確立された。エノケン、ロッパ、エンタツ・アチャコといった喜劇のスターにたちまち肩を並べた川田は、東宝映画で「ハモニカ小僧」に主演。1941年には当時の大スター長谷川一夫と「昨日消えた男」（監督：マキノ正博）で共演するに迄至るのである。レコードにおいても「ドレミファ物語」「バナナ物語」などをヒットさせ、この頃から、例えば「かわった数え唄」など、自身の名前をもじった「かわった○○」シリーズを川田流のパロディとして定着させていく。
1942年、川田は脊椎カリエスの再発により入院。長期の治療が必要となり、一時的に復帰はするものの、療養生活を余儀なくされ、ミルク・ブラザースは解散となる。太平洋戦争開戦後は、ほとんど療養生活を余儀なくされていたが、終戦直後、轟夕起子主演の東宝映画「歌え！太陽」に出演、転地療養、お灸での治療といったありとあらゆる復帰をかけた懸命な努力が奏功し、1948年には「川田義雄とダイナ・ブラザース」を結成して舞台に復帰するのであった。翌年には姓名判断によって「川田晴久」と改名。「川田晴久とダイナ・ブラザース」としての再出発をした川田に、大きな出会いが待っていた。横浜国際劇場に出演した際に人気歌手小唄勝太郎に花束を渡す役として登場した少女・美空ひばりとの出会いである。川田とひばりの出会い前後については、様々な文献に詳しいので割愛するが、川田はひばりをそばに置いて可愛がり、多くの影響を与え、また、スターへの道を拓いた。専門家が二人の声紋鑑定をしたところ、音程の取り方を含めてほとんど同じ節回しで歌っているという結果が出ており、美空ひばりに対する川田晴久のその影響力は相当大きかったことは間違いない。ひばり自身も「師匠と呼べるのは父と川田先生だけ」と語っている。
川田晴久と改名後の人気は戦前を上回るものとなる。1950年、自らの自伝的映画と言われる大映映画「笑う地球に朝が来る」に主演。美空ひばりと共演した「東京キッド」「新東京音頭　びっくり五人男」「とんぼ返り道中」「母を慕いて」「底抜け青春音頭」などの他に、設立されたばかりの民放ラジオ局の番組や地方巡業などに積極的に活躍し、川田の生活は多忙を極めていった。1956年、映画撮影中に腎炎が悪化して倒れるが、その後、死の直前まで続けることとなるラジオミュージカル「遠山の金さん」を製作。病床にまでラジオの器材や持ち込ませ収録を続ける執念を燃やし続けた川田晴久であったが、1957年6月21日に腎臓結核に尿毒症を併発し、都内の病院で50年の生涯を閉じた。
川田の死後、ダイナ・ブラザースのメンバーであった川田の弟子・灘康次、鹿島密夫（のちの鹿島三津夫）、小島宏之は、それぞれ「灘康次とモダンカンカン」「鹿島密夫とダイナ・ショア」「小島宏之とダイナブラザーズ」とボーイズを結成し、師匠の芸風を継承し、特に灘康次はボーイズ・バラエティ協会会長として活躍していたが2019年に死去。孫弟子にあたる川田恋が芸風を継承している。
放送作家・はかま満緒は、戦前から川田の大ファンで、「川田と仕事がしたい」という一念で、放送の世界に入ったと述懐している。墓所は多磨霊園。戒名は芳芸院晴真郁道居士。

### 岡村龍雄
岡村 龍雄（おかむら たつお）は、日本の歌手、俳優。川田晴久の実弟で、兄が「あきれたぼうず」脱退後に結成した「ミルク・ブラザーズ」のメンバーとして参加。1942年には一人だけで歌った「我輩は天下のヤブである」と「大東亜戦争双六」を出している。太平洋戦争時に出征し、1944年にグアムで戦死。

## 主な出演作品

### 映画
- 1940年 - 『ハモニカ小僧』『ロッパの新婚旅行』『明朗五人男』（東宝）
- 1941年 - 『昨日消えた男』『素晴らしき金鉱』（東宝）
- 1945年 - 『歌え!太陽』（東宝）
- 1949年 - 『笑う地球に朝が来る』（大映）、『東京カチンカ娘』（新東宝）
- 1950年 - 『東京キッド』（松竹）、『新東京音頭』（新東宝）、『青空天使』（太泉映画）
- 1951年 - 『とんぼ返り道中』『初恋トンコ娘』（松竹）
- 1952年 - 『ひばり姫初夢道中』（松竹）『底抜け青春音頭』『歌くらべ荒神山』（新東宝）
- 1954年 - 『七変化狸御殿』（松竹）

### レコード
- 1938年「四人の突撃兵」「スクラム組んで」「空晴れて」
- 1939年「商売往来」「珍カルメン」「浪曲ダイナ」「浪曲セントルイスブルース」
- 1940年「ドレミファ物語」「地球の上に朝が来る」「新版桃太郎」「かはった数え唄」
- 1948年「浪曲ブギウギ」「かはったのど自慢」（ビクター）
- 1950年「笑う地球に朝が来る」「冗談カクテル」（テイチク）
- 1952年「歌くらべ荒神山」（コロムビア）